# Limhamns Kirke
Limhamns Kirke (svensk: Limhamns kyrka) er en kirke i Limhamn i Skåne, og sognekirke for Limhamns församling i Lunds stift. 
Kirken blev indviet 1890 og erstattede en middelalderlig murstenskirke, der blev revet ned i 1889. Den nuværende kirke er opført i røde mursten og har tværskibe både i nord og syd. Taget er belagt med skifer. Udenfor ligger Limhamns relativ store kirkegård.

## Inventar
- Kirken har to orgler.
- Altertavle, prædikestol og døbefont er samtidige som nuværende kirke. Prædikestolen har seks felter prydet af malerier, der skildrer hændelser fra Jesus' liv.
- Døbefadet i hamret messing er fra 1600-tallet.
- Der hænger et krucifiks fra 1700-tallet i det sydlige tværskib.